# Friedrich Adler (architetto)
Friedrich Adler (Berlino, 15 ottobre 1827 – Berlino, 15 settembre 1908) è stato un architetto e archeologo tedesco.

## Biografia
Dopo aver studiato all'Accademia di architettura di Berlino, nel 1855 cominciò ad insegnarvi e divenne presto famoso per la costruzione di alcune chiese in stile medievale. A causa della sua profonda conoscenza dell'architettura antica prese parte alla spedizione archeologica di Ernst Curtius ad Olimpia dal 1874 al 1881, oltre che collaborare alle attività di studio e di ricerca in Palestina e in Anatolia.
Nel 1877 ricevette importanti cariche da parte del Ministero dei Lavori Pubblici, dove fu ingegnere capo.
Divenne membro di numerose associazioni culturali tedesche e straniere, oltre che dottore in teologia e in ingegneria, honoris causa.
Scrisse numerosi libri riguardanti l'architettura medievale in Germania e l'archeologia.

### Opere
- 1882 – Olympia and its surroundings
- 1890-7 – Olympia. Results of the excavation
- 1883 - 1892 Ristrutturazione profonda della chiesa delle 95 tesi a Wittenberg